# Karbonátos kőzetek
Karbonátosnak az olyan üledékes kőzeteket nevezzük, amelyek anyagának nagyobbik része valamilyen karbonátásvány (a leggyakrabban kalcit vagy dolomit, ritkábban aragonit, magnezit stb.). Nem soroljuk a karbonátos kőzetek közé azokat az üledékes kőzeteket, amelyek anyagának meghatározó része mangán-, illetve vaskarbonát (rodokrozit, illetve sziderit): ezeket mangános kőzeteknek, illetve üledékes vaskőzeteknek nevezzük. Képződése vízi környezethez kötődik, tenger- és édesvízben is keletkezhet. Csak egy bizonyos vízmélység felett jöhet létre, ami hőmérsékletfüggő. Az adott medencealjzat aktuális alsó határát, ami alatt már nem képződnek meszes üledékek, karbonáthatárnak nevezzük.
A nagyrészt karbonátásványokból álló, de magmás eredetű kőzetek a karbonatitok.
A karbonátos kőzetek metamorfózisának terméke a márvány.

## Az üledékes kőzetek karbonátásványai
- Kőzetalkotó karbonátásványok:
  - kalcit CaCO3 (Mg-kalcit, ferrokalcit),
  - dolomit CaMg(CO3)2 (vasdolomit, ankerit, ferrodolomit).

- Járulékos karbonátásványok:

- - aragonit CaCO3,
  - rodokrozit MnCO3,
  - magnezit MgCO3,
  - sziderit FeCO3,
  - stroncianit SrCO3,
  - baritokalcit BaCa(CO3)2.

- Kivételesen ritka karbonátásványok:
  - smithsonit ZnCO3,
  - cerusszit PbCO3,
  - witherit BaCO3.

Az üledékképződés kezdetén, a többé-kevésbé kolloid mésziszapból kikristályosodó vaterit a diagenezis közben kalcittá alakul át.

## A karbonátos kőzetek fajtái
Fenti nevezéktani korlátozások eredményeként a gyakorlatban a karbonátos kőzetek a tisztán kalcitból álló mészkő és a tisztán dolomit ásványból álló dolomit közötti, átmeneti jellegűek. E két fő ásvány mellett járulékosan egyéb karbonátásványokat, illetve a különböző nevezéktanok szerint eltérő (legfeljebb 20–25%-nyi) nem karbonátos összetevőt – más sókat (főként szulfátokat: gipszet, anhidritet, cölesztint és baritot, illetve foszfátokat), továbbá törmelékszemcséket, illetve agyagásványokat – is tartalmazhatnak.
A karbonátos és törmelékes kőzetek köztes összetételei ritkábbak, mint a karbonátos és agyagos kőzetek átmenetei, ezért ez utóbbiakat gyakorta átmeneti karbonátos kőzeteknek (illetve márgáknak) nevezik.
A mészkő olyan, uralkodóan biokémiai eredetű üledékes kőzet, amelynek legalább 90%-a kalcit vagy aragonit. Elvi összetétele:
- CaO – 56%,
- CO3 – 44%;

Ezt a bekeveredő idegen anyagok módosítják. Közönségesen „mészkőnek” többnyire csak az ilyen összetételű tengeri üledékes kőzetet nevezzük, megkülönböztetve tőle a különféle édesvízi mészköveket (travertino, mésztufa).
A dolomit olyan, szinte mindig a mészkő korai vagy késői Mg-metaszomatózisával kialakult, elvétve közvetlenül ilyen összetételben kicsapódott üledékes kőzet, amelynek több mint 90%-a dolomitásvány. Elvi összetétele:
- CaO – 30,4%,
- MgO – 21,9%
- CO3 – 47,7%;

de a Ca/Mg arány ettől mindig eltér valamennyivel.

### A mészkő és a dolomit átmenetei
kalcit > 95%, dolomit < 5% – mészkő;

kalcit 90–95%, dolomit 5–10% – magnéziumos mészkő;

kalcit 50–90%, dolomit 10–50% – dolomitos mészkő;

kalcit 10–50%, dolomit 50–90% – meszes dolomit;

dolomit > 90% – dolomit.
Az átmenetet jelző skála közbülső kőzetei léteznek bár, de igen ritkák. A gyakorlatban előforduló karbonátos kőzetek többsége magnéziumos mészkő (ebből van több) vagy dolomit. A földtörténet egyik jelentős tendenciája, hogy az idősebb karbonátos kőzetekben több a dolomit, a fiatalabbakban több a kalcit.

## A karbonátos kőzetek nem karbonátos elegyrészei
A mésziszapba annak ülepedése közben gyakran kovavázú élőlények (főleg sugárállatkák (Radiolaria) és különféle szivacsok maradványai is keverednek: a diagenezis során ezekből tűzkőgumók, illetve -lencsék alakulnak ki: az olyan mészkövet, illetve dolomitot, amelyben ezek aránya > 10%, tűzkövesnek nevezzük. A foszfátos váztöredékek anyaga a kollofán.
Csaknem minden karbonátos kőzet tartalmaz több-kevesebb agyagásványt (zömmel illitet és kaolinitet). A sekélytengeri karbonátos kőzetekben gyakori a glaukonit. A képződés környezetét kiválóan jelzi, mennyit tartalmaznak az agyagásványok a környezetre jellemző, úgynevezett indikátor elemekből. A víz sótartalmát gyakran a Br/J, illetve a Cl/Br hányadosok alapján becslik. Ezek normálisnak tekintett értékei:
- az édesvízből ülepedett karbonátok agyagásványaiban  Br/J = 2,2–2,7; Cl/Br = 5,1;
- tengervízből ülepedett karbonátok agyagásványaiban  Br/J = 8,8–16,3; Cl/Br = 75–170;

A karbonátos kőzetek szinte mindig tartalmaznak egy kevés (összesen többnyire < 1%) törmelékes ásványszemcsét.
Szulfátásványok (gipsz, anhidrit) főleg a dolomitokban fordulnak elő.
Számos mészkő és dolomit sötét színét a finom eloszlású bitumennek köszönheti.